# Carlingford
Carlingford (irl.: Cairlinn, j. staronordycki: Kerlingfjǫrðr, co oznacza „wąskie morze”) – nadmorskie miasto w hrabstwie Louth, Irlandia. Znajduje się między Carlingford Lough (na wschodzie) i Slieve Foy. Położony przy drodze R176/R173 z Greenore Point do Omeath. Carlingford jest oddalony około 27 km (drogą) na północny wschód od Dundalk (15.6 km w linii prostej), 90 km na północ od Dublina i 11 km na południe od granicy z Irlandią Północną. Carlingford wygrał konkurs miast irlandzkich Irish Tidy w 1988 roku.

## Historia
Carlingford został założony około 800 lat temu przez normandzkiego rycerza Hugh de Lacy. Wybudował on pierwszy zamek zwany później King John’s Castle. Osada znajdowała się blisko tej twierdzy.
Strategiczne położenie Carlingford na wschodnim wybrzeżu Irlandii (wraz z Carrickfergus i Dundalk) sprawiło, że stał się ważnym portem handlowym. Handel morski doprowadził do jego względnej zamożności już w XIV, XV i na początku wieku XVI wieku. W 1388 r. miasto zostało doszczętnie spalone przez szkocki oddział pod dowództwem Williama Douglasa z Nithsdale.
Carlingford otrzymał pięć przywilejów: pierwszy w 1326 nadany przez Edwarda II, a ostatni w 1619 przez Jakuba I. W kolejnych latach handel rósł, a bogatą klasę kupiecką zachęcano do inwestowania, czego wyniki można zobaczyć dziś w pozostałościach Mennicy i Taffe's Castle.
W 1637 r. Generalny Inspektor Ceł wydał skompilowane sprawozdanie z kont ceł należnych od każdego portu i ich „potoków zależnych”. Z portów w Ulster na liście pierwszy był Carrickfergus, a następnie Bangor, Donaghadee i Strangford. Carlingford i Coleraine miały po 244 funtów ceł z tytułu i miały równe rankingi.
W 1641 r. wybuchło Powstanie irlandzkie w Ulsterze skierowane przeciwko Kampanii Cromwella w Irlandii tego samego roku, zaś w latach 1689–1691 toczyła się Wojna irlandzka. Walki miały wpływ na lokalną gospodarkę. Isaac Butler w swoim dzienniku pisał, że Carlingford było „w stanie ruiny” do 1744. Jednak głównym problemem było zaniknięcie ławic śledzi, obecnych w fiordzie od początku XVIII wieku.
Niezdolność Carlingford do rozwijania przemysłu ciężkiego pozwoliła zachować średniowieczny charakter miejscowości, a znaleziska archeologiczne pozostały w stosunkowo nienaruszonym stanie. Obszar ten został otwarty dla ruchu turystycznego w 1870 przez Linię kolejową Dundalk-Newry-Greenore, która przebiegała przez Carlingford. Ta linia została zamknięta w 1951 roku. Turystyka była wtedy głównym źródłem zatrudnienia. Znamienne jest również wędkarstwo, szczególnie ostrygi i kraby z pobliskiej przystani. Miasto jest gospodarzem odbywającego się corocznie w sierpniu Carlingford Oyster Festival. Prom pasażerski kursuje codziennie z miejscowości Omeath.

## Zabytki
- King John’s Castle
- Taaffe's Castle – zamek wicehrabiów Taaffee
- Tholsel
- Klasztor Dominikanów
- Kościół Świętej Trójcy
- Stare miasto
- The Mint
- Ghan House
- Mury miejskie

## Transport
W Carlingford znajduje się stacja kolejowa otwarta 1 sierpnia 1876 roku, ale ostatecznie została zamknięta 1 stycznia 1952, gdy Dundalk, Newry i Greenore zaprzestały działalności. Regularna linia autobusowa (Bus Éireann) łączy Carlingford z Dundalk i Newry, jest to pięć połączeń dziennie do Dundalk i trzy połączenia każdego dnia tygodnia do Newry poprzez Omeath. Autobusy nie kursują w niedziele i święta. Carlingford posiada również przystań.

## Galeria

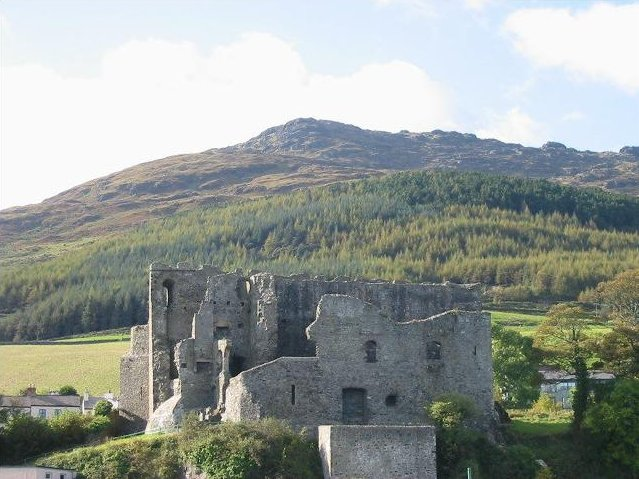
Zamek Jana bez ziemi, w oddali widać Slieve Foye
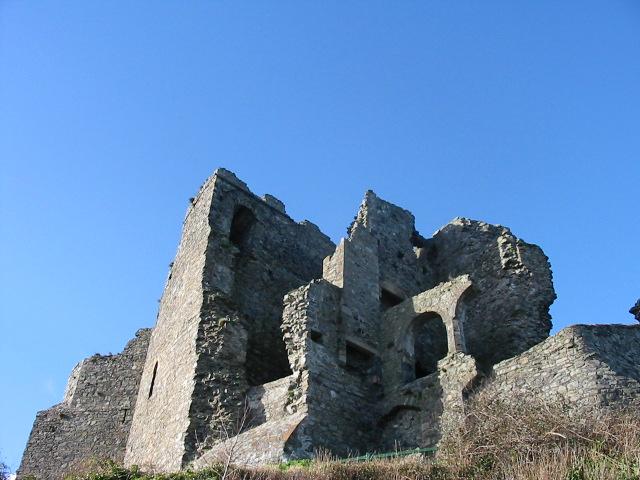
Zamek Jana bez ziemi
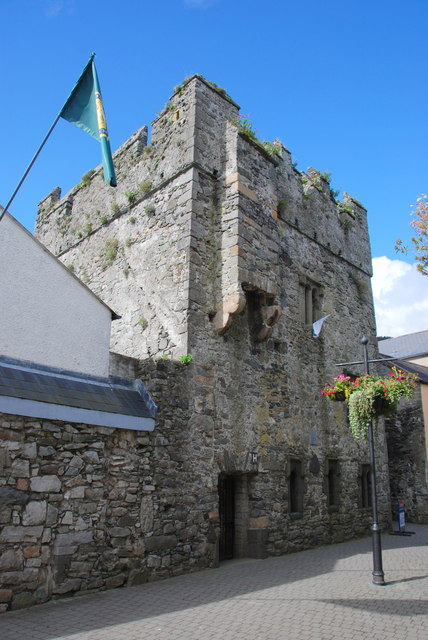
The Mint
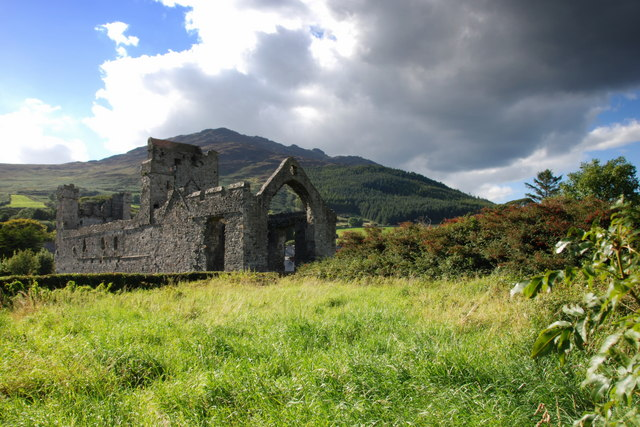
Klasztor Dominikanów
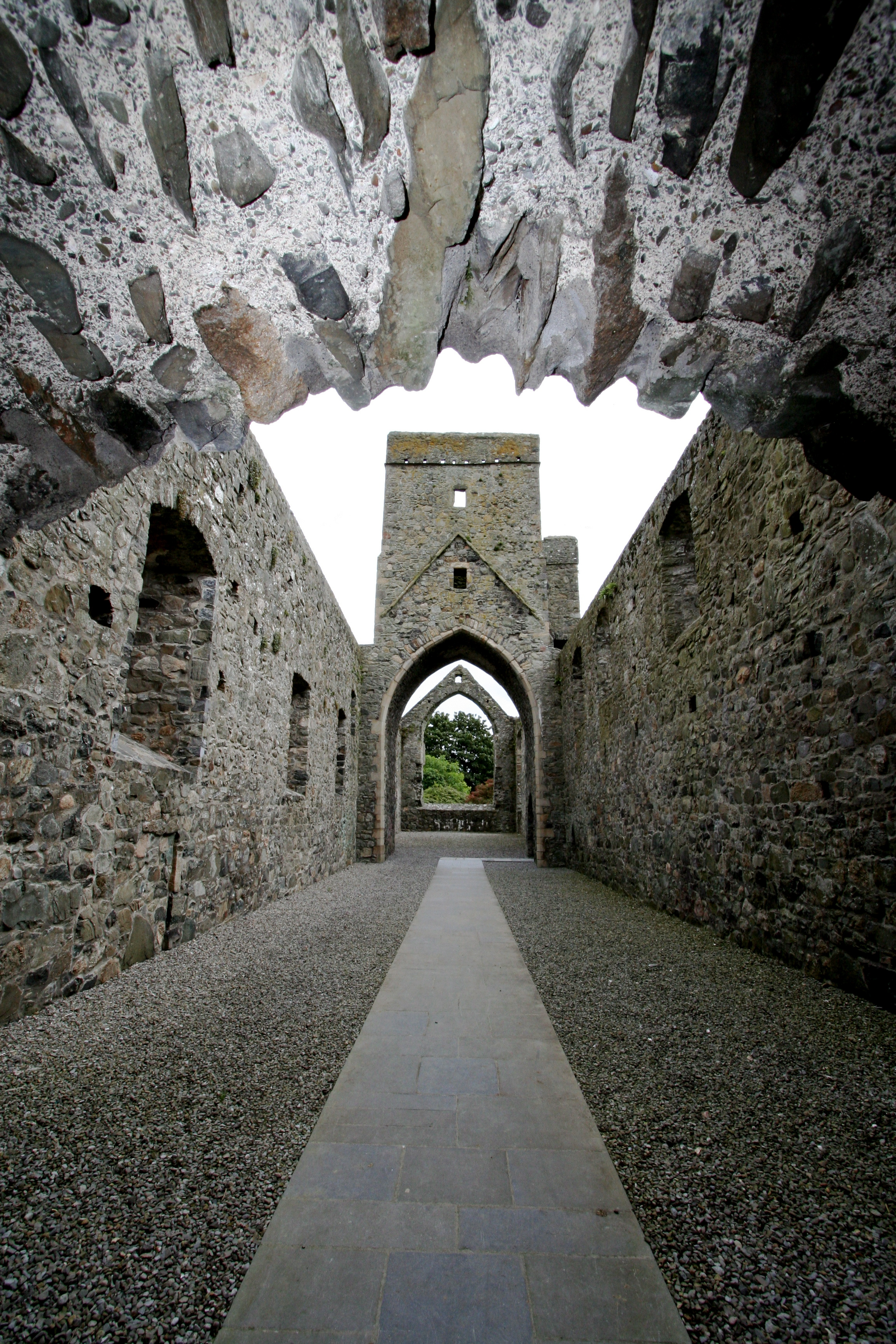
Klasztor Dominikanów (wewnątrz)
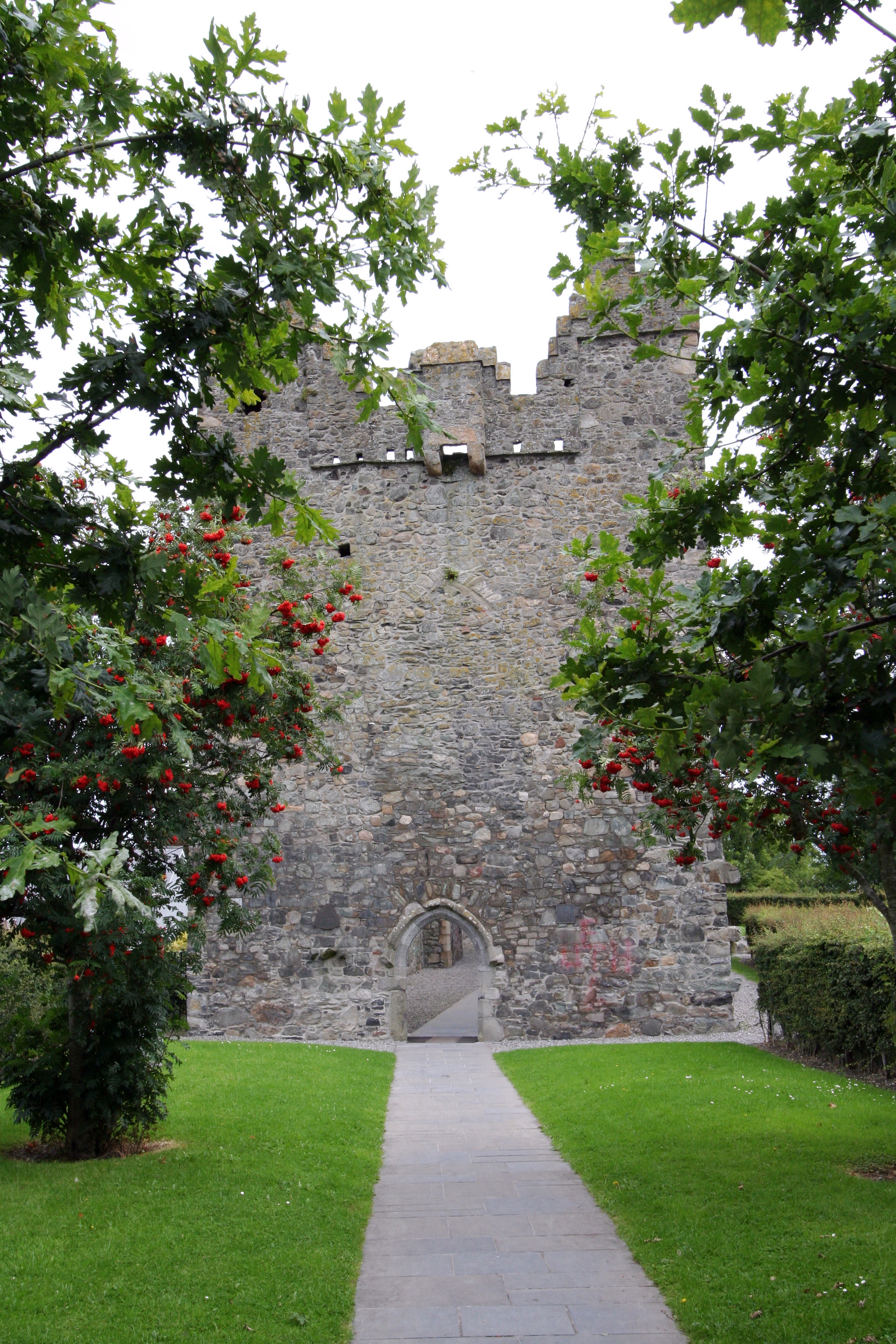
Klasztor Dominikanów
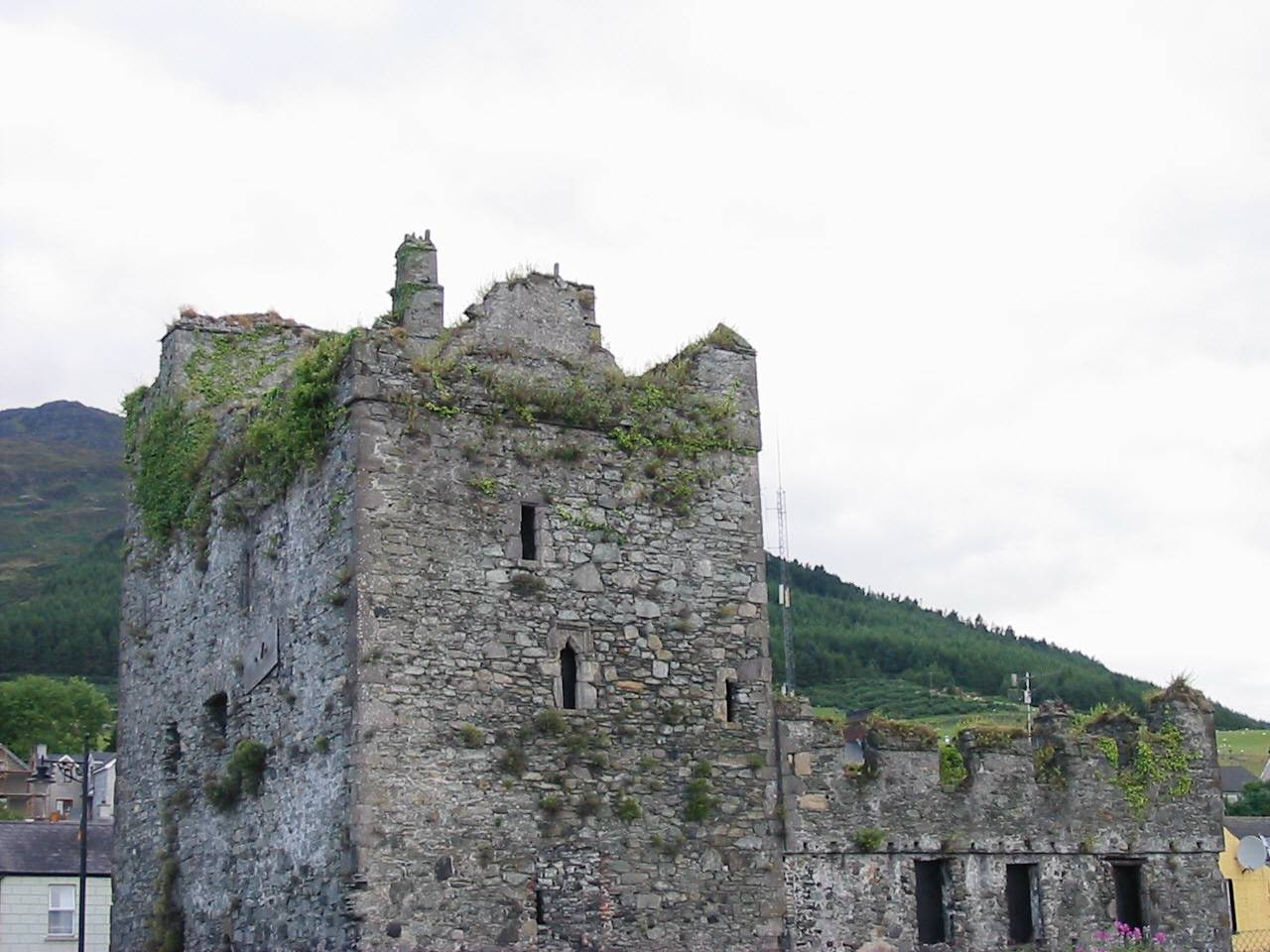
Taaffe's Castle
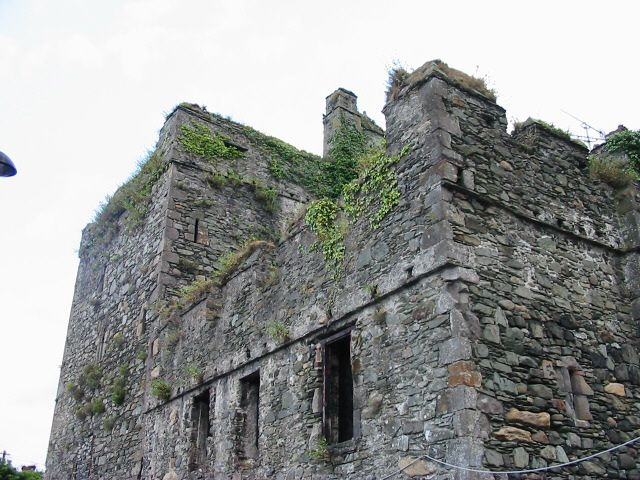
Taaffe’s Castle
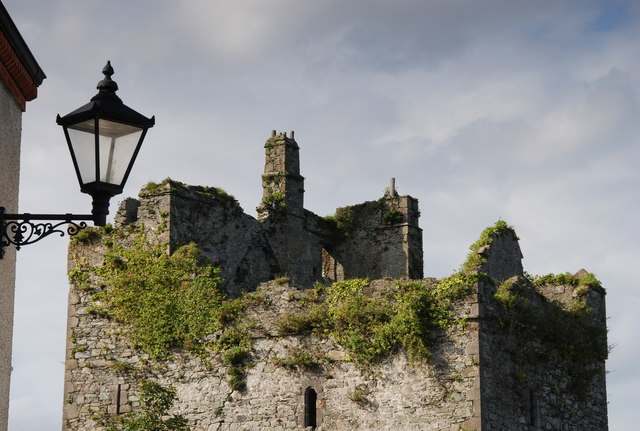
Taaffe’s Castle
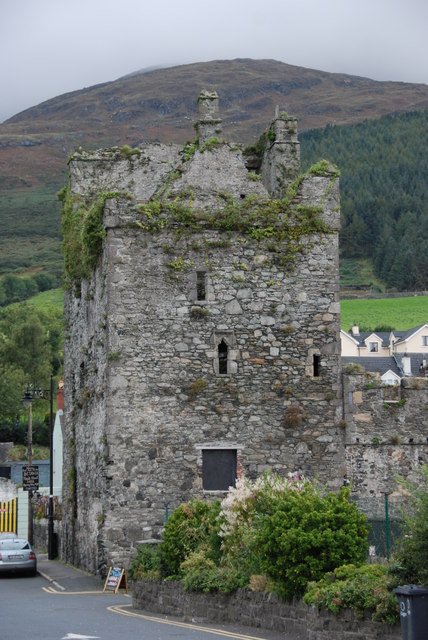
Taaffe’s Castle
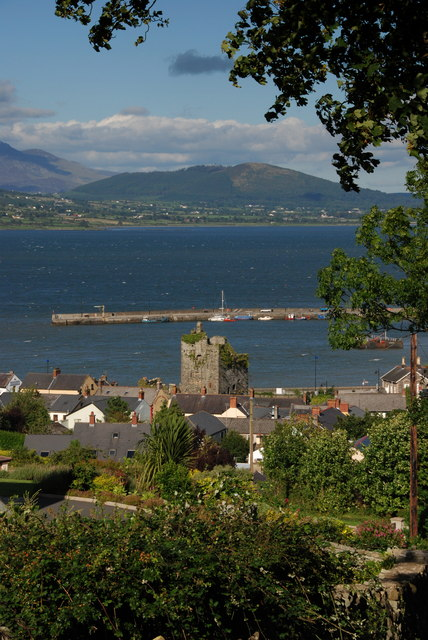
Carlingford
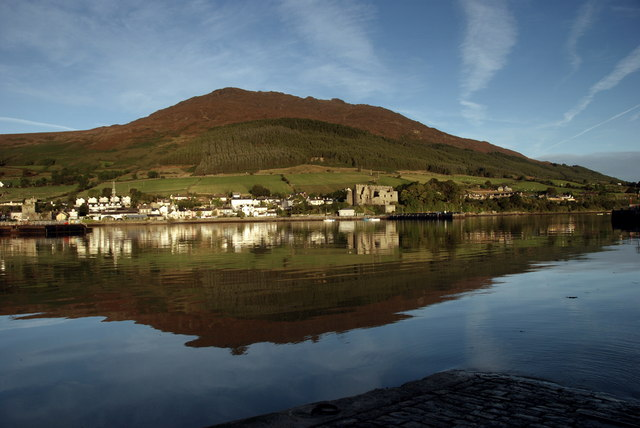
Carlingford
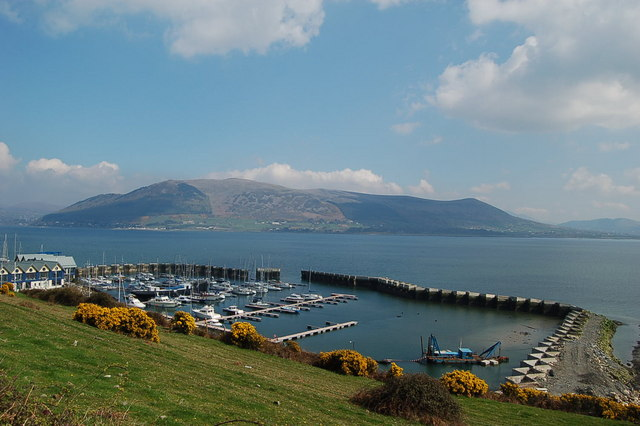
Przystań
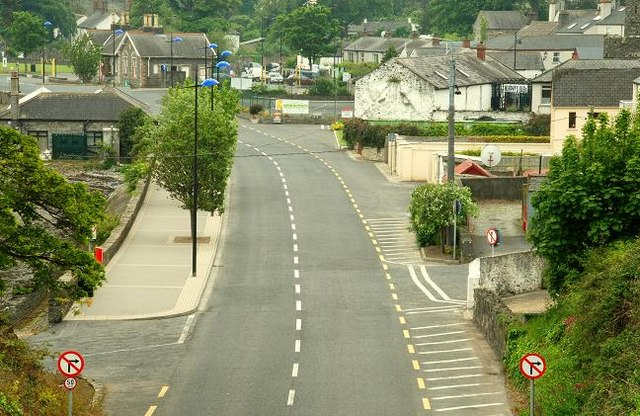
Centrum
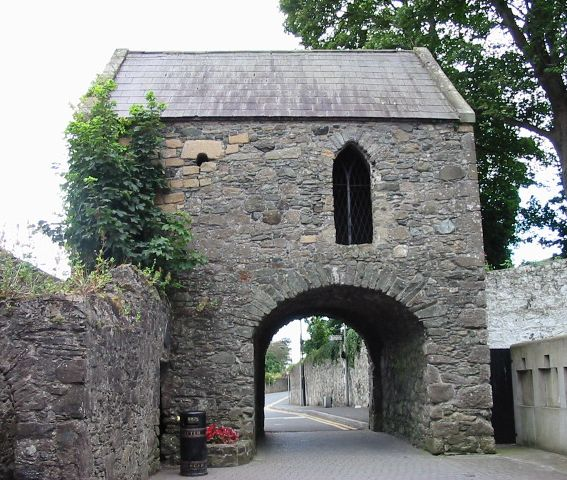
Tholsel
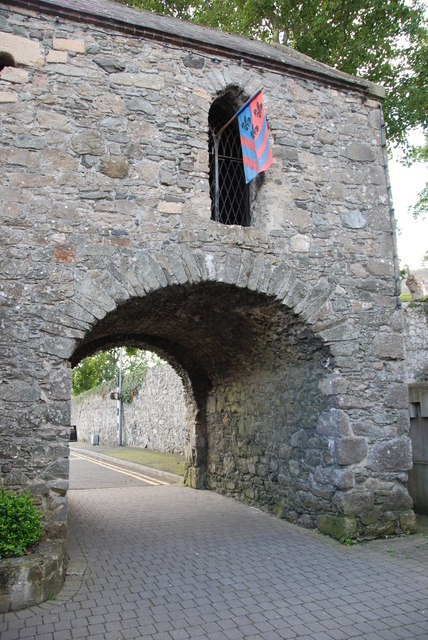
Tholsel

## Urodzeni w Carlingford
- Thomas D’Arcy McGee – kanadyjski dziennikarz, poeta i polityk[5].
- Peter Boyle – północnoirlandzki piłkarz i trener[6].
- Lorcán Ó Muireadais – Irlandzki rzymskokatolicki kapłan, pedagog i działacz nacjonalistyczny[7].
- Tony Meehan – Brytyjski muzyk, członek i założyciel zespołu The Shadows[8].
- Kevin J. Woods – Irlandzki pisarz, geolog, historyk[9].

## Ciekawostki
- W 1948 roku w Carlingford kręcono film Święci i grzesznicy[10].
- Irlandzki piosenkarz Tommy Makem napisał melancholijną piosenkę o mieście, „Pożegnanie Carlingford”[11].